# Langenscheiderhof

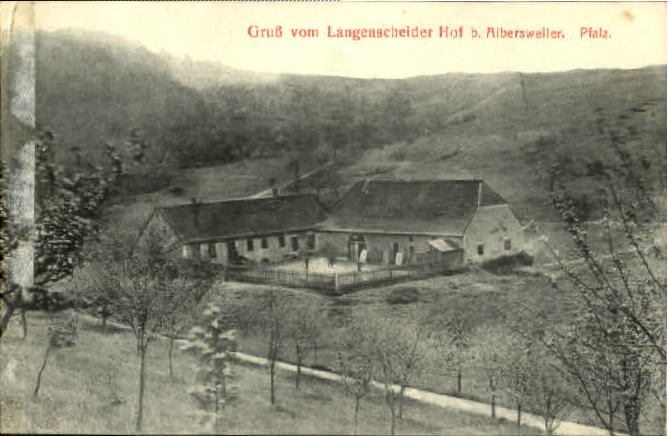
Langenscheiderhof im Jahr 1910

Der Langenscheiderhof, auch Langenscheider Hof, ist ein Weiler, der zur Ortsgemeinde Albersweiler im Landkreis Südliche Weinstraße in Rheinland-Pfalz gehört.

## Lage
Der Langenscheiderhof befindet sich im Nordosten der Albersweilerer Gemarkung im Mittleren Pfälzerwald. Unmittelbar nördlich von ihm fließt der Bach vom Langenscheiderhof, der wenige hundert Meter weiter westlich in den Eisbach mündet. Nördlich des Langenscheiderhofes befinden sich inzwischen nicht mehr genutzte Schießstände. Zwei Kilometer östlich erstreckt sich der Gipfel des 397 Meter hohen Rehköpfchens. Unweit des Ortes liegen – bereits auf Gemarkung der Stadt Annweiler am Trifels – das denkmalgeschützte Gut Waldeck sowie der Weiler Neumühle samt dem früheren Bahnhof Albersweiler und auf Eußerthaler Gemarkung der Vogelstockerhof.

## Geschichte
1928 hatte der Langenscheiderhof vier Einwohner, die einem Wohngebäude lebten.

## Infrastruktur
Vor Ort befindet sich die Bundesanstalt für Züchtungsforschung an Kulturpflanzen. Er besitzt eine Haltestelle der Buslinie 521, die den Ort mit Landau in der Pfalz, Frankweiler, Albersweiler, Eußerthal, Dernbach und Ramberg verbindet.